# 曼·莫汉·巴诺特
曼·莫汉·巴诺特（1962年3月18日—），印度外交官，曾任印度駐赤道幾內亞大使、印度駐敘利亞大使等職務。

## 經歷
曼·莫汉·巴诺特生於1962年3月18日。他畢業於德里大學理學專業。在加入印度外事服務部，成爲外交官之前，他曾先后在印度人寿保险公司和印度联合银行任职。
作為一名外交官，巴诺特曾在莫斯科、坎帕拉、馬德里和阿拉木圖擔任過不同職務，並在領事、商業、禮賓和行政事務方面積累了豐富的經驗。2010年至2014年，在阿拉木圖，他擔任了亞洲相互協作與信任措施會議秘書處的主任兼專業人員成員，並因此被授予哈薩克斯坦總統金獎。
2015年10月6日，被任命爲下一任印度駐敘利亞大使。2015年11月16日至2019年3月17日，任印度駐敘利亞大使。2015年12月14日，向敘利亞總統巴沙爾·阿薩德递交国书。2018年，印度决定在赤道几内亚开设大使馆，并于8月3日任命仍滞留于叙利亚的曼·莫汉·巴诺特爲首任印度駐赤道幾內亞常驻大使。印度驻赤道几内亚大使馆于2019年3月开放，9月10日，巴诺特向赤道几内亚总统特奥多罗·奥比昂·恩圭马·姆巴索戈递交国书。2022年結束了兩年半的任期。

## 個人生活
与妻子妮迪·巴诺特（Nidhi Bhanot）育有一子一女。